# Serra Negra

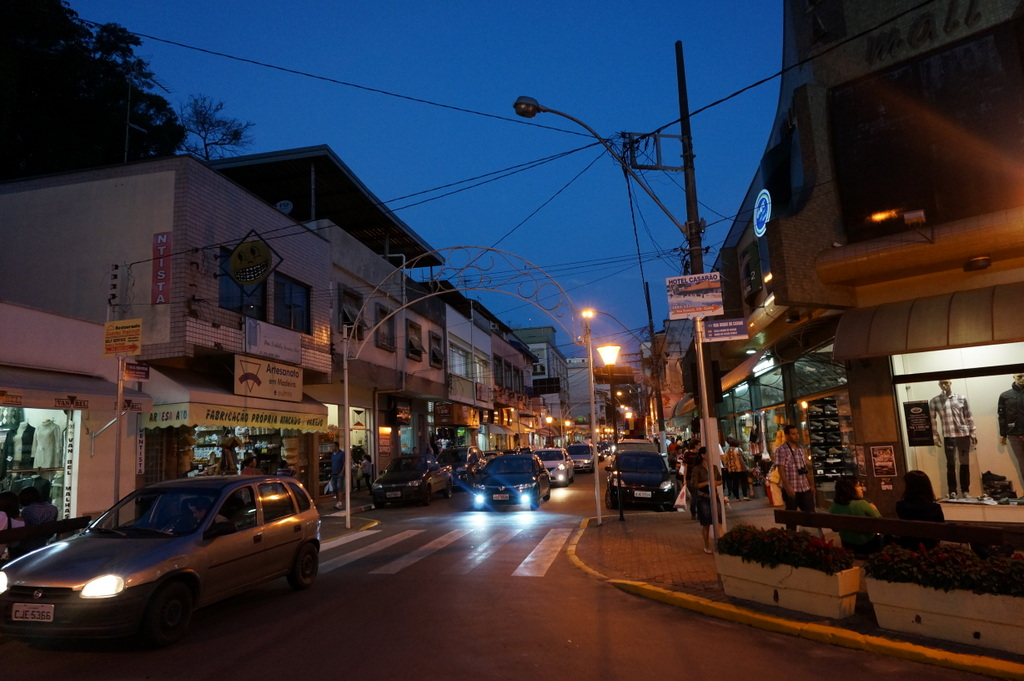
Centre de la ciutat de Serra Negra.

Serra Negra és una ciutat de l'estat brasiler de l'São Paulo. La seva població estimada (2006) era de 25,438 habitants. La seva àrea total és de 203 km². El turisme i l'extracció d'aigua mineral són les activitats econòmiques principals.